# Peševići
Peševići su  naseljeno mjesto u gradu Zenici, Federacija Bosne i Hercegovine, BiH.
Nalaze se sjeverno od rijeke Babine rijeke.

## Stanovništvo

### 1991.
Nacionalni sastav stanovništva 1991. godine, bio je sljedeći:
ukupno: 284
- Muslimani - 280 (98,60%)
- Jugoslaveni - 4 (1,40%)

### 2013.
Nacionalni sastav stanovništva 2013. godine, bio je sljedeći:
ukupno: 270
- Bošnjaci - 270 (100%)